# The Boy Who Couldn't Stop Dreaming
The Boy Who Couldn't Stop Dreaming är Club 8:s sjätte studioalbum, utgivet 2007 på svenska Labrador och japanska Tearbridge International. Den sistnämnda utgåvan innehöll tre bonuslåtar.

## Låtlista

### Svenska utgåvan
1. "Jesus, Walk with Me" - 3:10
2. "Whatever You Want" - 3:44
3. "Football Kids" - 2:44
4. "Hopes and Dreams" - 3:01
5. "Everything Goes" - 2:30
6. "Heaven" - 3:00
7. "When I Come Around" - 2:34
8. "Leave the North" - 2:36
9. "In the Morning" - 2:39
10. "Sometimes" - 2:56
11. "Where Birds Don't Fly" - 3:00
12. "The Boy Who Couldn't Stop Dreaming" - 2:47

### Japanska utgåvan
1. "Jesus, Walk with Me" - 3:10
2. "Whatever You Want" - 3:44
3. "Football Kids" - 2:44
4. "Hopes and Dreams" - 3:01
5. "Everything Goes" - 2:30
6. "Heaven" - 3:00
7. "When I Come Around" - 2:34
8. "Leave the North" - 2:36
9. "In the Morning" - 2:39
10. "Sometimes" - 2:56
11. "Where Birds Don't Fly" - 3:00
12. "The Boy Who Couldn't Stop Dreaming" - 2:47
13. "Take Me Home" - 2:56
14. "What I'm Dreaming of Is Something I Could Have" - 2:38
15. "Whatever You Want (Sugiurumn Remix)" - 7:14

### Fotnoter
1. ↑  ”The Boy Who Couldn't Stop Dreaming”. Discogs.com. http://www.discogs.com/Club-8-The-Boy-Who-Couldnt-Stop-Dreaming/master/43260. Läst 12 april 2012.